# Laboulbenia benjaminii
Laboulbenia benjaminii Balazuc ex Santam. – gatunek grzybów z rzędu owadorostowców (Laboulbeniales). Pasożyt owadów.

## Systematyka i nazewnictwo
Pozycja w klasyfikacji według Index Fungorum: Laboulbenia, Laboulbeniaceae, Laboulbeniales, Laboulbeniomycetidae, Laboulbeniomycetes, Pezizomycotina, Ascomycota, Fungi.
Gatunek ten po raz pierwszy opisali w 1998 r. Jean Balazuc i Sergio Santamara we Francji na owadzie z rodziny biegaczowatych Baudia anomala.

## Charakterystyka
Grzyb entomopatogeniczny, pasożyt zewnętrzny owadów. Notowany na chrząszczach (Coleoptera) z rodziny biegaczowatych (Carabidae) należących do rodzajów Badister i Baudia. Nie powoduje ich śmierci i wyrządza im niewielkie szkody.